# Кубок Росії з міні-футболу
Кубок Росії з міні-футболу (рос. Кубок России по мини-футболу) — щорічне змагання для російських футбольних клубів, проводиться Російським футбольним союзом, проводиться з 1992 року. У 1991 році був проведений розіграш Кубка СРСР. Найуспішнішими командами в історії турніру є московські «Динамо» і «Діна», які завоювали Кубок дев'ять та вісім разів відповідно.

## Фінальні матчі
| Рік     | Переможець                             | Рахунок                     | Фіналіст                               |
| ------- | -------------------------------------- | --------------------------- | -------------------------------------- |
| 1991    | Механізатор (Дніпропетровськ)          | 3:3 (пен. 5:3)              | «Валеологія» (Кишинів)                 |
| 1992    | «Діна» (Москва)                        | 8:3                         | ТРАСКО (Москва)                        |
| 1993    | «Діна» (Москва)                        | 6:1                         | ЛЕГ (Ростов-на-Дону)                   |
| 1994    | «Мінкас» (Москва)                      | 6:5                         | «Діна» (Москва)                        |
| 1995    | «Діна» (Москва)                        | 7:4                         | «Спартак-Новорусь» (Москва)            |
| 1996    | «Діна» (Москва)                        | 5:4 (ОТ)                    | ТТГ-Ява (Югорськ)                      |
| 1997    | «Діна» (Москва)                        | 5:2                         | ГКІ-КСМ (Москва)                       |
| 1998    | «Діна» (Москва)                        | 4:0                         | «ВІЗ-Сінара» (Єкатеринбург)            |
| 1999    | «Діна» (Москва)                        | 2:1                         | «Спартак-Мінкас» (Москва)              |
| 2000    | «ГКІ-Газпром» (Москва)                 | 3:2 (ОТ)                    | «Норільський Нікель» (Норільськ)       |
| 2001    | «Альфа» (Єкатеринбург)                 | 4:3                         | «Діна» (Москва)                        |
| 2002    | «Спартак» (Москва)                     | 2:1                         | «Діна» (Москва)                        |
| 2003    | «Динамо» (Москва)                      | 5:2                         | «ВІЗ-Сінара» (Єкатеринбург)            |
| 2004    | «Динамо» (Москва)                      | 5:3                         | «Спартак-Щолково» (Московська область) |
| 2005    | «Спартак-Щолково» (Московська область) | 4:3                         | «Динамо» (Москва)                      |
| 2006/07 | «ВІЗ-Сінара» (Єкатеринбург)            | 7:3, 3:4 (ОТ 1:1, пен. 5:4) | «Динамо» (Москва)                      |
| 2007/08 | «Динамо» (Москва)                      | 1:1, 5:4 (ОТ)               | «ВІЗ-Сінара» (Єкатеринбург)            |
| 2008/09 | «Динамо» (Москва)                      | 2:2, 5:2                    | «ВІЗ-Сінара» (Єкатеринбург)            |
| 2009/10 | «Динамо-Ямал» (Москва)                 | 4:2, 9:7                    | «Тюмень» (Тюмень)                      |
| 2010/11 | «Динамо» (Москва)                      | 2:1, 5:3                    | «Газпром-Югра» (Югра)                  |
| 2011/12 | «Газпром-Югра» (Югорськ)               | 6:2, 3:5                    | «Динамо» (Москва)                      |
| 2012/13 | «Динамо» (Московська область)          | 1:3, 6:0                    | «Тюмень» (Тюмень)                      |
| 2013/14 | «Динамо» (Московська область)          | 3:2, 6:5                    | «Газпром-Югра» (Югорськ)               |
| 2014/15 | «Динамо» (Московська область)          | 4:2, 6:2                    | «Норільськ нікель» (Норільськ)         |
| 2015/16 | «Газпром-Югра» (Югорськ)               | 9:1, 1:3                    | «Сибіряк» (Новосибірськ)               |
| 2016/17 | «Діна» (Москва)                        | 5:3, 2:3                    | «Динамо» (Московська область)          |
| 2017/18 | «Газпром-Югра» (Югорськ)               | 2:3, 5:2                    | «Норільськ нікель» (Норільськ)         |
| 2018/19 | «Газпром-Югра» (Югорськ)               | 3:3, 8:4                    | «Тюмень» (Тюмень)                      |

## Володарі кубку
| Клуб                                   | Перемог |
| -------------------------------------- | ------- |
| «Динамо» (Москва)                      | 9       |
| «Діна» (Москва)                        | 8       |
| «Газпром-Югра» (Югорськ)               | 4       |
| «Спартак» (Москва)                     | 2       |
| «Альфа» (Єкатеринбург)                 | 1       |
| ГКІ-Газпром (Москва)                   | 1       |
| «Спартак-Щолково» (Московська область) | 1       |
| «ВІЗ-Сінара» (Єкатеринбург)            | 1       |